# Hirth-Verzahnung

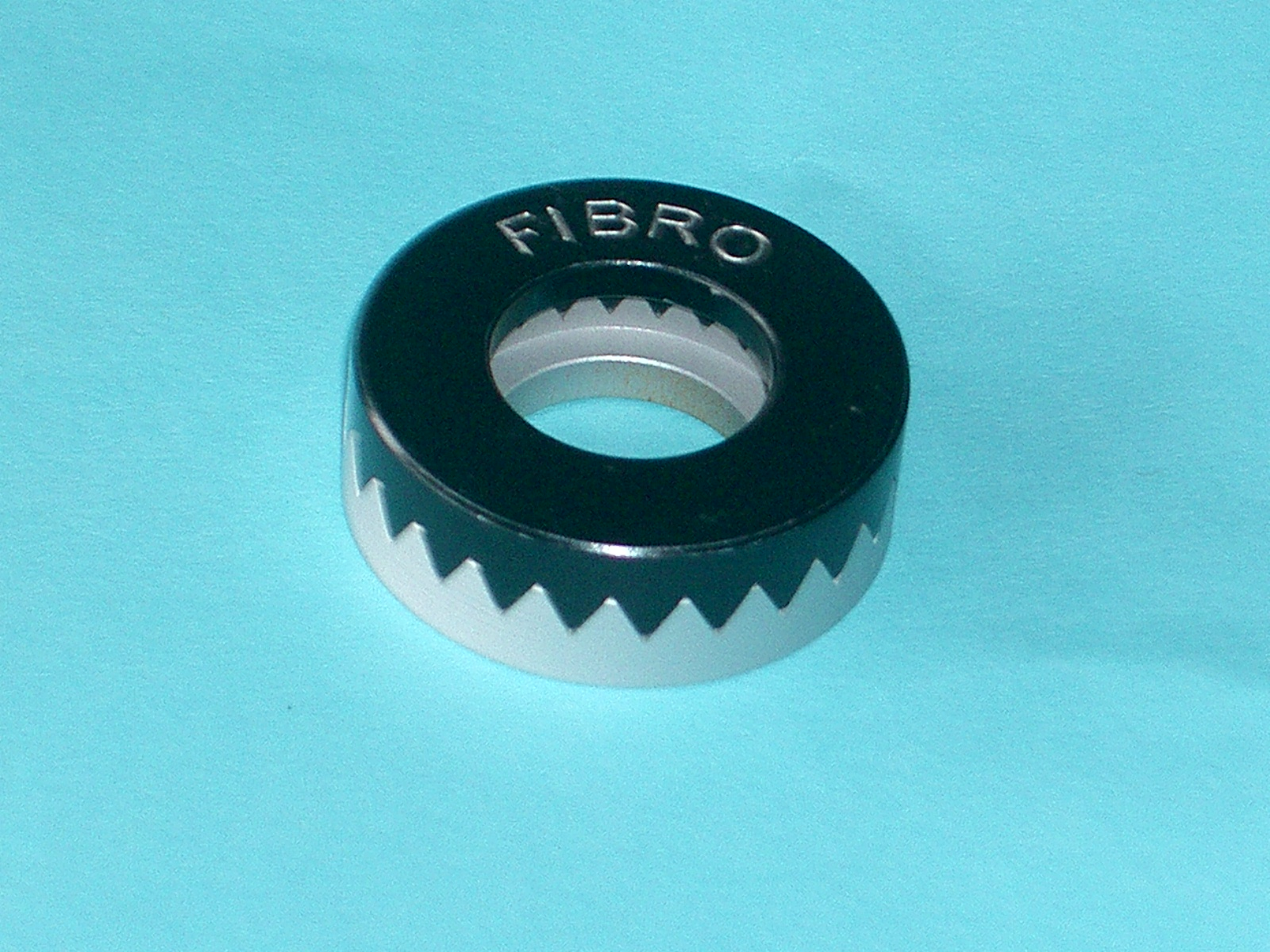
Hirth-Verzahnung aus Aluminium, zweifarbig eloxiert

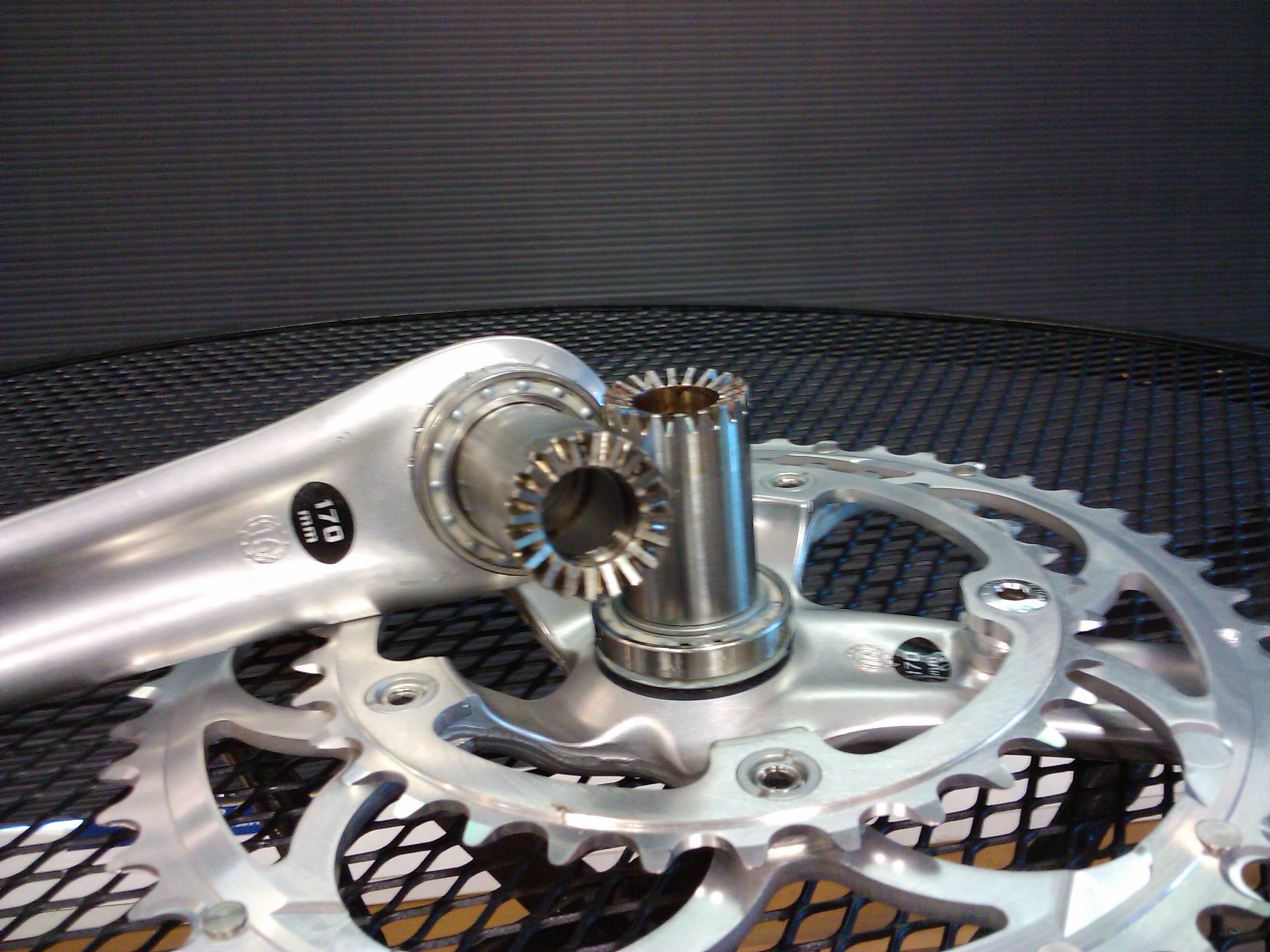
Teilbare Tretkurbel eines Fahrrades mit Hirth-Verzahnung

Die Hirth-Verzahnung ist eine axial wirksame, planseitige Verzahnung, die als formschlüssige Kupplung von rotierenden Elementen wie Wellen eingesetzt wird. Sie wurde Anfang des 20. Jahrhunderts von Albert Hirth erfunden. Im Maschinenbau gehört die Hirth-Verzahnung zu den formschlüssigen Verbindungen. Da die Zähne dieser Plan-Kerbverzahnung fest ineinandergreifen und sich nicht aufeinander abwälzen, wird keine Evolventenverzahnung benötigt. Das heißt, die Zähne liegen statisch und flächig aneinander. Sie sind radial angeordnet, konisch und zentrieren die Bauteile.
Die Hirth-Verzahnung eignet sich zur Verbindung von Wellenenden mit Zahnrädern, Scheiben und Kurbelwangen sowie von verschiedenartigen Zahnrädern oder Scheiben. Im Gegensatz zur Klauenkupplung benötigt die Hirth-Verzahnung zum Kraftschluss eine axiale Verspannung, deren Stärke vom Drehmoment sowie der Reibung der Zahnflanken abhängig ist.
Im Gegensatz zur Klauenkupplung lässt sich die Hirth-Verzahnung als Sicherheitskupplung einsetzen, etwa zur Begrenzung des übertragbaren Drehmoments in (Akku-)Schraubern. 

## Herstellung
Durch die modernen Werkzeugmaschinen und Fertigungsverfahren lässt sich heutzutage das Bauelement auch kostengünstig realisieren. Dabei kommen folgende Fertigungsverfahren zum Einsatz:
- Fräsen
- Profilschleifen für hochgenaue Verbindungen (Schleifen)
- Spritzgießen
- Gesenkschmieden
- Fließdrücken
- Sintern

Geometrisch wird eine 60° Stirnverzahnung auf das Wellenende eingebracht. Da die Zähne sich von innen nach außen vergrößern, steigt der Zahnkopf radial von innen nach außen an, während der Zahngrund entsprechend abfällt. Der Winkel zwischen Zahnkopf und Drehachse ist nur von der Zähnezahl abhängig.

## Anwendungen
Wegen des hohen Fertigungsaufwandes wurde eine mechanisch bearbeitete Hirth-Verzahnung selten verwendet. In den 1950er Jahren wurden die Kurbelwellen der Zweizylinder-Motoren des deutschen Motorrad-Herstellers Adler durch Verzahnung teilbar gefertigt.
Die Hirth-Verzahnung wird bei Kurbelwellen angewendet, die zur Montage von einteiligen Pleueln zerlegbar sein sollen. Üblicherweise wird jedoch die Kurbelwelle in einem Stück geschmiedet und die Pleuel erhalten einen zweiteiligen Fuß, der zur Montage verschraubt wird.
Ein weiteres Einsatzgebiet ist der teilbare Propellerflansch für einteilige Propeller.
Die Hirth-Verzahnung wird heute auch zwischen den Läuferscheiben der Verdichter von Turbinen-Strahltriebwerken für Flugzeuge und in stationären Anlagen wie Turboverdichtern und Gasturbinen genutzt.
Die Hohlachse der rechten und linken Hälfte der Kurbelgarnituren des Komponentenherstellers Campagnolo und des Fahrradherstellers Specialized für Mountainbikes und Rennfahrrädern werden mittig verzahnt und bei der Montage miteinander verspannt. Durch den sehr steilen Flankenwinkel tragen diese Verbindungen Merkmale einer Klauenkupplung.
Auch die Indexierung des Schalttellers von Rundschalttischen in Werkzeugmaschinen wird durch eine Hirth-Verzahnung erreicht. Durch die selbstzentrierende Wirkung werden dabei Teilgenauigkeiten bis zu einer Bogensekunde erreicht.
Schwingungsdämpfer und Steuerkettenräder werden in PKW-Motoren häufig über die Hirth-Verzahnung eingebunden. Die Herstellung der Verzahnung erfolgt auch durch Fertigungsverfahren wie dem Sintern oder dem Fließdrücken.